# Districte de Meilen
El Districte de Meilen és un dels 11 districtes del cantó de Zúric (Suïssa). Té una població de 93659 (cens de 2007) i una superfície de 84.64 km². Està compost per 11 municipis i el cap del districte és Meilen.

## Municipis
| Escut          | Codi postal i Municipi | Habitants (Dez. 2007) | Superfície en km² | Número SFOS |
| -------------- | ---------------------- | --------------------- | ----------------- | ----------- |
| Erlenbach ZH   | 8703 Erlenbach         | 5112                  | 2.97              | 0151        |
| Herrliberg     | 8704 Herrliberg        | 5752                  | 8.97              | 0152        |
| Hombrechtikon  | 8634 Hombrechtikon     | 7742                  | 12.19             | 0153        |
| Küsnacht ZH    | 8700 Küsnacht          | 13026                 | 12.35             | 0154        |
| Männedorf      | 8708 Männedorf         | 9694                  | 4.78              | 0155        |
| Meilen         | 8706 Meilen            | 12057                 | 11.93             | 0156        |
| Oetwil am See  | 8618 Oetwil am See     | 4330                  | 6.09              | 0157        |
| Stäfa          | 8712 Stäfa             | 13438                 | 8.59              | 0158        |
| Uetikon am See | 8707 Uetikon am See    | 5561                  | 3.49              | 0159        |
| Zollikon       | 8702 Zollikon          | 12004                 | 7.84              | 0161        |
| Zumikon        | 8126 Zumikon           | 4943                  | 5.44              | 0160        |
|                | Total (11)             | 93'659                | 84.64             | 0107        |